# Юськина (река)
Юськина — малая река в Луганской области Украины. Правый приток реки Нагольной (бассейн Миуса).
Притоки: Вишневецкая (Левый), Ореховая (правый).

## Населённые пункты
- Рафайловка (исток, в окрестностях села)
- Леськино
- Ильинка
- Тацино
- Вишнёвое (впадение левого притока, реки Вишневецкой, в черте села)
- Егоровка
- Дьяково (впадение правого притока, реки Ореховой, а также устье на реке Нагольной — в черте села)

## Природоохранные мероприятия
В 2014 году объявлено об учреждении на реке ландшафтного заповедника «Долина реки Юськиной» площадью 275,43 га. Является особо охраняемой территорией местного значения ЛНР. В долине реки произрастают дуб черешчатый, клен остролистный, тополь черный, осина, ольха черная.